# Iphimedia quasimodus
Iphimedia quasimodus is een vlokreeftensoort uit de familie van de Iphimediidae. De wetenschappelijke naam van de soort is voor het eerst geldig gepubliceerd in 1979 door Ruffo & Schiecke.